# Picnometria

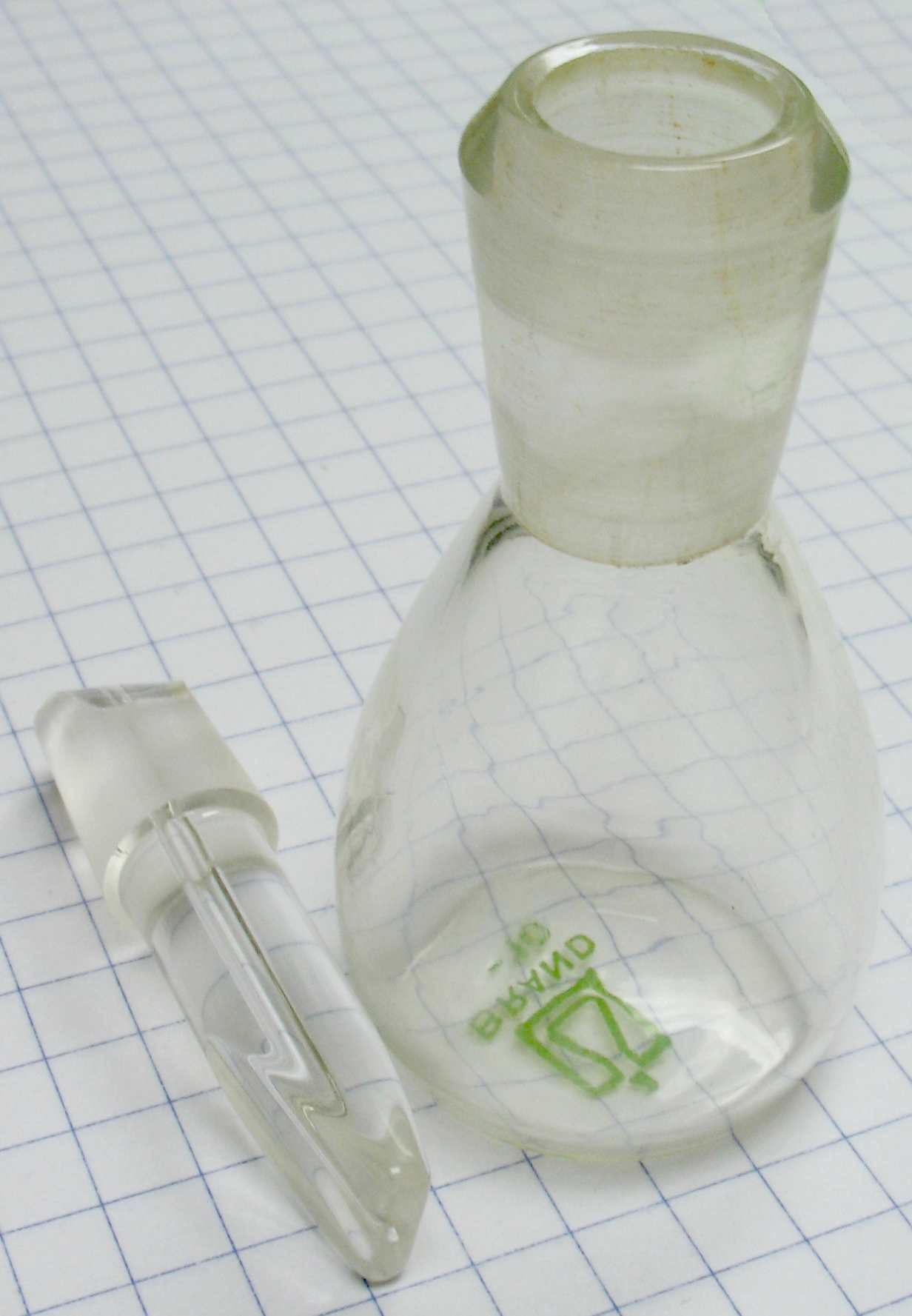
Picnômetro

A picnometria é uma técnica laboratorial utilizada para fazer a determinação da massa específica e da densidade de líquidos. Pode também determinar-se a massa específica e a densidade de sólidos, que devem antes ser dissolvidos. 
O picnômetro é uma vidraria especial esmerilhada utilizada na picnometria e que possui baixo coeficiente de dilatação.
A água à temperatura ambiente (24 °C) é utilizada como substância padrão na picnometria.